# Naturschutzgebiet Unteres Hoppecketal

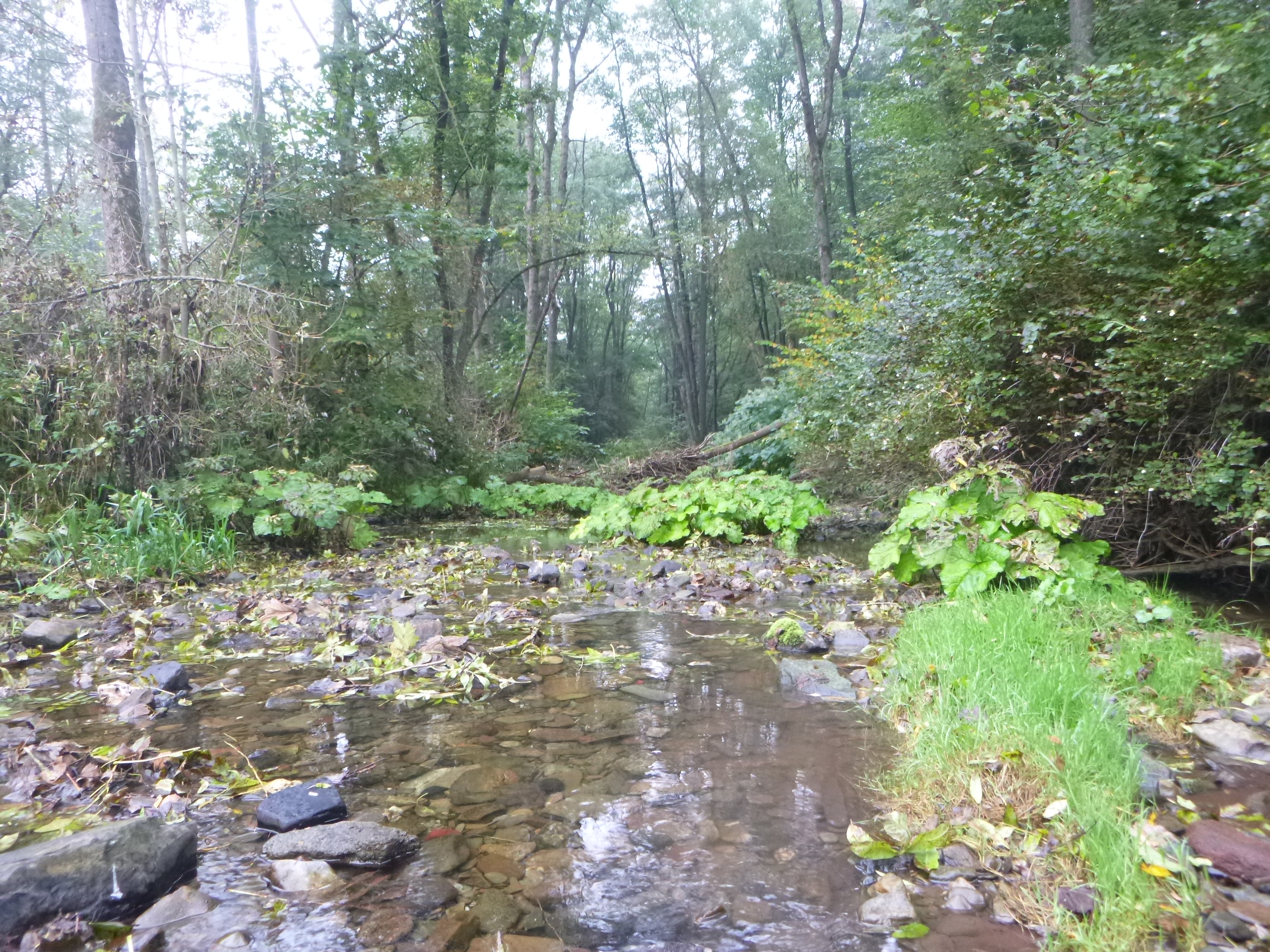
Hoppecke im NSG

Das Naturschutzgebiet Unteres Hoppecketal mit einer Größe von 59,8 ha liegt zwischen Messinghausen und Beringhausen. Das Gebiet wurde 2001 mit dem Landschaftsplan Hoppecketal durch den Hochsauerlandkreis als Naturschutzgebiet (NSG) ausgewiesen. Das NSG besteht aus zwei Teilflächen. Die westliche Teilfläche gehört zum Stadtgebiet von Brilon und die östliche zum Stadtgebiet von Marsberg. Das NSG gehört zum FFH-Gebiet Gewässersystem Diemel und Hoppecke (DE 4617-302). Das NSG gehört seit 2023 zum Vogelschutzgebiet Diemel- und Hoppecketal mit angrenzenden Wäldern.

## Gebietsbeschreibung
Beim NSG handelt es sich um den Fluss Hoppecke mit seiner Flussaue in diesem Bereich.
Es wurden durch das Landesamt für Natur, Umwelt und Verbraucherschutz Nordrhein-Westfalen Pflanzenarten wie Acker-Witwenblume, Alpen-Johannisbeere, Bachbunge, Besenheide, Bitteres Schaumkraut, Bittersüßer Nachtschatten, Blutwurz, Breitblättriger Thymian, Breitblättriges Knabenkraut, Breit-Wegerich, Echte Nelkenwurz, Echter Hopfen, Echtes Johanniskraut, Echtes Mädesüß, Flutender Schwaden, Frauenfarn, Gänseblümchen, Gänse-Fingerkraut, Geflecktes Johanniskraut, Gegenblättriges Milzkraut, Gewöhnliche Goldnessel, Gewöhnliche Pestwurz, Gewöhnlicher Blutweiderich, Gewöhnlicher Gilbweiderich, Gewöhnlicher Klettenkerbel, Gewöhnliches Ferkelkraut, Gewöhnliches Gabelzahnmoos, Gras-Sternmiere, Große Klette, Großes Zweiblatt, Gundermann, Hain-Gilbweiderich, Hain-Sternmiere, Harzer Labkraut, Heidelbeere, Kleinblütiges Weidenröschen, Kleine Bibernelle, Kleiner Baldrian, Kleines Habichtskraut, Knoblauchsrauke, Kohldistel, Kriechender Günsel, Mittleres Hexenkraut, Kuckucks-Lichtnelke, Magerwiesen-Margerite, Mauerlattich, Moor-Labkraut, Pastinak, Pfennigkraut, Purgier-Lein, Quell-Sternmiere, Rote Johannisbeere, Roter Fingerhut, Rotstängelmoos, Ruprechtskraut, Salbei-Gamander, Schlangen-Knöterich, Schönes Frauenhaarmoos, Spitzlappiger Frauenmantel, Sumpf-Dotterblume, Sumpf-Labkraut, Sumpf-Storchschnabel, Sumpf-Vergissmeinnicht, Teich-Schachtelhalm, Wald-Engelwurz, Wald-Habichtskraut, Wald-Ziest, Wasser-Minze, Wiesen-Bärenklau, Wiesen-Flockenblume, Wiesen-Schlüsselblume, Wiesen-Storchschnabel, Wildes Silberblatt, Zottiges Weidenröschen und Zweiblättrige Schattenblume nachgewiesen.

## Schutzzweck
Das NSG soll die Hoppecke und seine Aue schützen. Wie bei allen Naturschutzgebieten in Deutschland wurde in der Schutzausweisung darauf hingewiesen, dass das Gebiet „wegen der Seltenheit, besonderen Eigenart und Schönheit des Gebietes“ zum Naturschutzgebiet wurde.
Der Landschaftsplan führt zum speziellen Schutzzweck auf: „Erhaltung des Hoppecke-Talsystems mit seinen naturraumtypischen Besonderheiten und der durch diese Vorgaben ausdifferenzierten Grünlandgesellschaften; Schutz des naturnahen Flusslaufes mit seinem unmittelbaren Umfeld aus spezialisierten Auengesellschaften, Sicherung der landschaftlichen Schönheit und Eigenart des Talverlaufs, der in geologisch vergleichbaren Bereichen bereits durch menschliche Nutzungsansprüche relativ stark beeinträchtigt ist. Wesentlicher Schutzzweck ist auch die Sicherung des ökologischen Netzes ‚Natura 2000‘ im Sinne der FFH-RL, dem die hier wirksamen Ge- und Verbote des allgemeinen Festsetzungskataloges unter 2.1 ebenso dienen wie das unten formulierte festsetzungsspezifische Gebot.“